# Дубовка (Комсомольський район)
Ду́бовка (рос. Дубовка, чув. Дубовка) — присілок у складі Комсомольського району Чувашії, Росія. Входить до складу Комсомольського сільського поселення.
Населення — 152 особи (2010; 137 у 2002).
Національний склад:
- чуваші — 86 %